# Aneuthetochorus conjunctus
Aneuthetochorus conjunctus là một loài bọ cánh cứng trong họ Cerambycidae.